# تانراکه
تانراکه (به لاتین: Tanrake) یک منطقهٔ مسکونی در تووالو است. تانراکه ۲۲۱ نفر جمعیت دارد.